# Korona Kocich Gór
Das International Race Korona Kocich Gór ist ein Straßenradrennen in Polen.
Das Eintagesrennen wurde erstmals im Jahr 2013 ausgetragen und führt durch das Katzengebirge nördlich von Breslau. Von 2015 bis 2017 und 2019 war das Rennen Teil der UCI Europe Tour und in die UCI-Kategorie 1.2 eingestuft. Seit der Saison 2020 finden nur noch Junioren-Rennen statt.

## Sieger
| Jahr | Sieger           | Zweiter        | Dritter         |
| ---- | ---------------- | -------------- | --------------- |
| 2013 | Błażej Janiaczyk | Łukasz Owsian  | Kornel Sójka    |
| 2014 | Wojciech Halejak | Artur Detko    | Kamil Zieliński |
| 2015 | František Sisr   | Maroš Kováč    | Kamil Zieliński |
| 2016 | Mateusz Komar    | Łukasz Owsian  | Paweł Charucki  |
| 2017 | Łukasz Owsian    | Mateusz Komar  | Maciej Paterski |
| 2018 | Michał Podlaski  | Alan Banaszek  | Mateusz Grabis  |
| 2019 | Patryk Stosz     | Mateusz Grabis | Michał Podlaski |